# Henri Coupon
Henri Coupon, né le 5 octobre 1929 à Avignon et mort le 9 mai 2024 à Villeneuve-lès-Avignon, est un avocat français, scénariste et auteur de roman policier et de roman historique. En collaboration avec Paul-Claude Innocenzi, il a publié des romans policiers signés du nom de plume Aramon.

## Biographie
Provençal de vieille souche, il fait ses études de droit et de lettres et devient avocat, puis bâtonnier du barreau d'Avignon pendant de nombreuses années. Il fait également partie du collectif d'avocats du FLN appelés à défendre, en métropole comme en Algérie, les citoyens jugés rebelles et traînés devant les tribunaux souvent militaires par la IVe République, puis la Ve. Il rend compte de cette expérience dans son ouvrage intitulé Avocat des fellagas, 1958-1962, paru en 2001.
Il amorce sa carrière littéraire en adoptant le pseudonyme Aramon pour publier à la Librairie des Champs-Élysées six romans policiers écrits en collaboration avec Paul-Claude Innocenzi.  Henri Coupon a ultérieurement repris ce pseudonyme pour faire paraître Piège pour un flic, un dernier titre écrit seul.
En parallèle, et sous son nom, Henri Coupon publie, en 1974, Verdict, un roman judiciaire adapté au cinéma sous le même titre par André Cayatte et plusieurs romans historiques. Il signe ensuite des scénarios pour des téléfilms réalisés par André Cayatte dans le cadre de la série télévisée française Les Dossiers de l'écran.
À la retraite, il vit à Villeneuve-lès-Avignon. Il y décède le 9 mai 2024,.

## Œuvre

### Romans historiques
- Le Grand Fléau, Paris, Éditions de Trévise, 1978 ; réédition sous le titre Les Marchands de la peste ou le Grand Fléau, Avignon, Aubanel, 1989 ; réédition, Anglet, Éditions Aubéron, 2008
- La Croix et l'Épée, Paris, Olivier Orban, 1980
- Les Papes d'Avignon, Paris, Olivier Orban, 1980
- La Seconde Mort de Raspoutine, Paris, Fayard, 1984
- Ces dinosaures dont la science ne veut pas, Genève, Éditions Slatkine, 1998
- Panique au Palais des Papes, La Tour-d'Aigues, Éditions de l'Aube, coll. « L'Aube noire », 2000 (roman policier historique)
- La Juive noire, Anglet, Éditions Aubéron, 2011

### Romans policiers

#### Signés Henri Coupon
- Verdict, Paris, Presses de la Cité, 1974 ; réédition, Paris, Presses-Pocket no 1211, 1975
- La Pluie et le Beau Temps, Paris, Librairie des Champs-Élysées, coll. « Le Masque » no 1502, 1977
- 21, rue de la Pente-Rapide, Paris, M. de Maule, 1997
- T'as pas vu Poutine ?, La Tour-d'Aigues, Éditions de l'Aube, coll. « L'Aube noire », 2001

#### Signés Aramon
- Carte blanche pour Mutti, Paris, Librairie des Champs-Élysées, coll. « Le Masque » no 1344, 1974
- L'Ange de Noël, Paris, Librairie des Champs-Élysées, coll. « Le Masque » no 1356, 1975
- Mourir pour une noix de coco, Paris, Librairie des Champs-Élysées, coll. « Le Masque » no 1381, 1975
- Un tiercé pour la maffia, Paris, Librairie des Champs-Élysées, hors-collection, 1975
- Le Juge assassiné, Paris, Librairie des Champs-Élysées, hors-collection, 1976
- Les P. D. G., Paris, Librairie des Champs-Élysées, hors-collection, 1977

### Autres publications
- Piège pour un flic (Propos du commissaire Javilliey recueillis par Aramon), Paris, Olivier Orban, 1975 ; réédition, Paris, A. Carrière, 2003 (publication signée Aramon, mais écrit par Henri Coupon seul)
- Avocat des fellagas, 1958-1962, Paris, L'Harmattan, 2001

## Filmographie

### Au cinéma
- 1974 : Verdict, film français réalisé par André Cayatte, scénario original de Cayatte et Coupon (dont ce dernier tirera une novélisation), retravaillé par Paul Andréota et Pierre Dumayet, avec Sophia Loren et Jean Gabin
- 1983 : Le Braconnier de Dieu, téléfilm français réalisé par Jean-Pierre Darras, avec Pierre Mondy, Jean Lefebvre et Annie Cordy, scénario original de Coupon et Darras

### À la télévision
- 1980 : La Faute, téléfilm français réalisé par André Cayatte, avec Michel Duchaussoy et France Dougnac
- 1981 : Les Avocats du diable, téléfilm français réalisé par André Cayatte, avec Laurent Malet et Anne-Marie Philipe
- 1982 : Des yeux pour pleurer, téléfilm français réalisé par André Cayatte, avec Françoise Brion et Maurice Biraud

## Sources
- Jacques Baudou et Jean-Jacques Schleret, Le Vrai Visage du Masque, vol. 1, Paris, Futuropolis, 1984, 476 p. (OCLC 311506692), p. 32 (Aramon) et 131 (Henri Coupon).